# إيدن بن زاكين
إيدن بن زاكين ((بالعبرية: עדן בן זקן)؛ وُلِدت في 8 يونيو 1994) هي مغنية إسرائيلية اكتسبت شهرة بعد مشاركتها في الموسم الأول من برنامج إكس فاكتور إسرائيل، حيث احتلت المركز الثاني. حصلت على لقب "امرأة العام" في إسرائيل ثلاث مرات متتالية.
حققت نجاحاً منذ ألبومها الأول "מלכת השושנים" (ملكات هاشوشانيم، وتعني "ملكة الورود")، الذي حصل على شهادة ذهبية بعد بيع أكثر من 15,000 نسخة. فازت بن زاكين بلقب "مغنية العام" في عام 2015 من عدة محطات إذاعية إسرائيلية، وقناة التلفزيون 24، والموقع الإلكتروني الشهير ماكو. كما فازت بنفس اللقب في عامي 2016 و2017. في عام 2017، حصلت بن زاكين على لقب "مغنية العام" مرة أخرى من محطة الإذاعة العامة "كان غيميل"، ولقب "امرأة العام" من جلجلاتس، المحطة الإذاعية الأكثر شعبية في إسرائيل.